# Hanna-Barbera
Hanna-Barbera Cartoons, Inc. bylo americké animační studio a produkční společnost, která působila od roku 1957 až do svého začlenění pod Warner Bros. Animation v roce 2001. Společnost byla založena 7. července 1957 tvůrci seriálu Tom a Jerry Williamem Hannou a Josephem Barberou. V letech 1960 až 1998 sídlilo na Cahuenga Boulevard, následně v letech 1998 až 2001 v Sherman Oaks Galleria v Sherman Oaks.

## Historie
V roce 1958 debutoval seriál The Huckleberry Hound Show, následovaly seriály Flintstoneovi, Medveď Yogi, Top Cat, The Jetsons, Jonny Quest, Bláznivé závody, Scooby-Doo na stopě a Šmoulové. Společnost zčásti sesadila Disneyho z pozice nejúspěšnějšího animačního studia na světě, její postavičky se staly všudypřítomnými v různých typech médií a nesčetných produktech.
V osmdesátých letech však studio upadalo. V roce 1966 bylo studio koupeno společností Taft Broadcasting. Ta ho vlastnila až do roku 1991, kdy studio získala společnost Turner Broadcasting System, která ho v následujícím roce využila k založení Cartoon Network.
V roce 1990, zatímco Kirschner a společnost založili Bedrock Productions a Great American nabídla k prodeji studia Hanna-Barbera a Ruby-Spears, měly premiéru pořady Midnight Patrol: Adventures in the Dream Zone, Rick Moranis in Gravedale High, Klukoviny Toma a Jerryho, Bill and Ted's Excellent Adventures, Don Kojot a Sancho Panda a Wake, Rattle, and Roll. V roce 1991 následovaly seriály The Pirates of Dark Water, Yo Yogi! a Young Robin Hood.
V roce 2001 zemřel spoluzakladatel Hanna a společnost byla začleněna do Warner Bros. Animation. Název se nadále používá pro účely autorských práv, marketingu a značky pro bývalé filmy, které nyní vyrábí společnost Warner Bros.